# 1823 en droit
Cet article présente les faits marquants de l'année 1823 en droit.

## Événements
- Australie : le Parlement britannique crée un Conseil législatif formés de membres nommés directement par la couronne, en remplacement de la juridiction militaire.
- Au Royaume-Uni, la loi maître et serviteur instaure un régime d'inégalité entre le salarié et le patron ; le salarié qui prend l’initiative d’une rupture de contrat est passible de prison[1].

### Mai
- 27 mai : retour de l’absolutisme au Portugal : prenant appui sur l’arrivée des Français en Espagne, Michel impose à son père Jean VI de Portugal l’abolition de la Constitution de 1822.

### Juillet
- 14 juillet : restriction du droit d’asile en Suisse sous la pression de Metternich : la surveillance des étrangers est renforcée et les activités des réfugiés politiques sont sanctionnées.

## Décès
- 22 septembre : Pierre Jean Agier, juriste et avocat français (° 28 décembre 1748).
- 17 décembre : Jean Simon Loiseau, jurisconsulte français (° 10 mai 1776).